# Алесија Трост
Алесија Трост (итал. Alessia Trost; Порденоне, 8. март 1993) италијанска је атлетичарка, специјалиста за скок увис., победница Светског јуниорског првенства 2009. у Бресанону и бронзана медаља са Светског првенства у дворани 2018. у Бирмингему.

## Спортска биографија
Још као млађа јуниорка (У-18), Алесија Трост је скочила 1,88 метара и освојила Светско првенство за млађе јуниоре у Бресанону, постајући први Италијан који је освојио златну медаљу на овом такмичењу. Висину 1,89 м прескочила 2009. а 1,90 м у Порденонеу 22. јуна 2010. Исте године освојила је сребрну медаљу на Олимпијским играма младих у Сингапуру. У Горици 19. маја 2012. године, поправила је италијански јуниорски рекорд на 1,92 м. Лични рекорд у дворани повећала је на 1,98 м 20. јануара 2013. године у Удинама. На Светском првенству за јуниоре У-20 у Барселони освојила је златну медаљу 15. јула 2012. реултатом 1,91 м. Овом приликом три пута је обарала летвицу на висини 1,95 м, (норму за ЛОИ) висина коју је затражио Италијански олимпијски комитет да би могла да замени повређену Антонијету ди Мартино, на Олимпијским играма у Лондону.
Почетком 2013. у Удинама, Алессиа Трост је за 7 цм побољшава лични рекорд у дворани 1.98 м. Неколико дана касније, на дворанском митингу Тринецу (Чешка), прескаче висину од 2,00 метра. Висину од 1,98 м нови лични рекорд на отвореном, и титулу европске првакиње за млађе сениоре у Тампере 13. јула, 2013. Учествовала је у финалу Светског првенства у Москви, где је заузима седмо место са 1,93 м.
У 2014. години, неки физички проблеми су је спречили да се потпуно изрази и заузела је само девето место Европског првенства у Цириху са 1,90 м. Зими 2015. на Европском дворанском првенству у Прагу осваја сребрну медаљу резултатом 1,97, колико је скочила и победница Марија Кучина.
Дана 5. августа 2015. године, објавила је јавност да је ће преопустити светско првенство у Пекингу због повреда десне ахилове тетиве и најавила да је у потпуности зауставила тренинг шест недеља.
Након што се опоравила од повреде током сезоне у 2016. години, прскочила је 1,90 м на свом првом такмичењу, а 20. фебруара наставила је на серији на Глаговском зимском гра прију ском од 1,93. На митингу у Мадругу 26. фебруара, Трост прскаче 1,95 метара у другом покушају, да би 5. марта у Анкони освојила пету националну титулу, четврту у низу са 1,94 м.
Марта 2016. године Трост се пласирала на 7. место у финалу светског првенства у Портланду са 1,93 м, а 23. јуна је завршила 2. на митингу Мадриду са 1,93 м иза [Рут Беитија|Рут Беитије]. Два дана касније, понова је поново првакиња Италије са 1,94 м, које је скочила у првом покушају.
У 2016. главна такмичења су била Европско првенство на отвореном у Амстердаму, где је завршила на 6. месту са 1,89 м. и Олимпијске игре у Рију 20. августа, на 5 месту са 1,93 м.
Прву светску медаљу освојила је на Светскоом првенству у Бирмингему 1. марта 2018. када је освојила бронзану медаљу са 1,93 м иза Марије Ласицкене (1,96 m) и Вашти Канингам (1,93 м).

## Значајнији резултати
| Година    | Такмичење                                | Место          | Пласман   | Резултат  | Детаљи                                 |
| Италија   | Италија                                  | Италија        | Италија   | Италија   | Италија                                |
| Скок удаљ | Скок удаљ                                | Скок удаљ      | Скок удаљ | Скок удаљ | Скок удаљ                              |
| --------- | ---------------------------------------- | -------------- | --------- | --------- | -------------------------------------- |
| 2009.     | Светско првенство У-18                   | Бресаноне      |           | 1,87 м    |                                        |
| 2009.     | Европски олимпијски фестивал младих      | Тампере        |           | 1,85 м    |                                        |
| 2010.     | Олимпијске игре младих                   | Сингапур       |           | 1,86 м    |                                        |
| 2011.     | Европско првенство за јуниоре (У-20)     | Талин          | 4.        | 1,85 м    |                                        |
| 2012.     | Светско јуниорско првенство              | Барселона      |           | 1,91 м    |                                        |
| 2013.     | Европско првенаство у дворани            | Гетеборг       | 4.        | 1,92 м    |                                        |
| 2013.     | Европско екипно првенство Суперлига      | Гејтсхед       |           | 1,92 м    |                                        |
| 2013.     | Европско првенство за млађе сениоре У-23 | Тампере        |           | 1,98 м    |                                        |
| 2013.     | Светско првенсзво                        | Москва         | 7.        | 1,93 м    |                                        |
| 2014.     | Европско пренство                        | Цирих          | 9.        | 1,90 м    |                                        |
| 2015.     | Европско првенаство у дворани            | Праг           |           | 1,97 м    |                                        |
| 2015.     | Европско екипно првенство Суперлига      | Чебоксари      | 8.        | 1,94 м    |                                        |
| 2015.     | Европско првенство за млађе сениоре У-23 | Талин          |           | 1,90 м    |                                        |
| 2016.     | Светско првенство у дворани              | Портланд       | 7.        | 1,93 м    |                                        |
| 2016.     | Европско првенство                       | Амстердам      | 6.        | 1,89 м    |                                        |
| 2016.     | Олимпијске игре                          | Рио де Жанеиро | 5.        | 1,93 м    |                                        |
| 2017.     | Европско екипно првенство Суперлига      | Лил            |           | 1,94 м    |                                        |
| 2017.     | Светско првенство                        | Лондон         | 19.       | 1,89 м    |                                        |
| 2018.     | Светско првенство у дворани              | Бирмингем      |           | 1,93 м    |                                        |
| 2018.     | Европско првенство                       | Берлин         | 8.        | 1,91 м    |                                        |
| 2019.     | Европско првенство у дворани             | Глазгов        | 18.       | 1,85 м    |                                        |
| 2019.     | Светско првенство                        | Доха           | 14.       | 1,92 м    |                                        |
| 2021.     | Европско првенство у дворани             | Торуњ          | 6.        | 1,92 м    | Архивирано на веб-сајту (7. март 2021) |

## Лични рекорди
| Дисциплина | Дисциплина   | Резултат | Место   | Датум            |
| ---------- | ------------ | -------- | ------- | ---------------- |
| Скок увис  | на отвореном | 1,98 м   | Тампере | 13. јул 2013.    |
| Скок увис  | у сали       | 2,00 м   | Тринец  | 29. јануар 2013. |

Првакиња Италије била је 8 пута:
- 3 пута на отвореном (2013, 2014. и 2016)
- 5 пута у дворани (2013, 2014, 2016, 2018. и 2021)